# Clotilde Leal-Lopez
Pour les articles homonymes, voir Lopez.
Clotilde Leal-Lopez, née le 6 septembre 1961 à Almería (Espagne) est une femme politique wallonne. Elle est  membre active du Centre démocrate humaniste depuis 2000.
Elle est laborantine. Après avoir été chercheuse en phytopathologie à l'UCL et au CRAW, elle devient inspectrice en phytosanitaire au SPW DGA. Ensuite, elle a travaillé comme experte technique en virologie à la Commission européenne.

## Sa carrière politique
- 2012- : Conseillère communale à Sambreville
- 2014-2017 : Députée wallonne en suppléance de Maxime Prévot
  - Députée de la Communauté française de Belgique